# Костянтин Толвінський
Костянти́н Толві́нський (пол. Konstanty Tołwiński (Константи Толвінськи); 24 грудня 1876, Крепків, нині Литва — 16 травня 1961, Краків) — польський геолог.

## Життєпис
У 1894 році закінчив дворічну ремісничу школу імені Кухна у Варшаві. Мав практику на шахті "Мортімер" у басейні Довброва. Отримав середню освіту в старшій школі в Dabrowa Górnicza упродовж 1895-1899 років.
Після закінчення школи він був заарештований царською охранкою за участь у робочих революційних рухах. Три роки він провів у в'язницях у Піотркуві, Варшаві та Калішу, а потім три роки у вигнанні в Архангельську.
У 1904 році він вступив до Цюріхського університету, Швейцарія, де вивчав геологію під керівництвом проф. Альберта Хейма. У 1910 році отримав ступінь доктора філософії на основі роботи Ді-Грауена Хьомера. У 1911-1912 роках проводив геологічні дослідження на Суматрі, як співробітник голландської нафтової компанії. За станом здоров'я перервав цю роботу в 1912 р.,  повернувся до Європи і завершив своє геологічне навчання під час поїздки в Скандинавію, Англію і Францію, а потім перейшов на роботу в швейцарську геологічну службу.
У 1914 році, після початку світової війни, він зголосився до Польських Легіонів у Кракові. Спочатку він оселився в Закопане, потім у Відні. У 1916 переїхав до Борислава. Там він почав вивчати геологію передгір'я, в основному на наявність нафти і природного газу. З його ініціативи в Бориславі була відновлена геологічна станція. У 1919 році він був призначений керівником цієї станції, котра пізніше  була перейменована в Карпатський інститут нафтогазової геології в Бориславі, де й працював до 1939 року. Упродовж 1930-1939 років він був також керівником департаменту нафти і солі Геологічного інституту у Варшаві.
У той час він зосередив свої геологічні інтереси головним чином на геології Східних Карпат. Як геологічний радник фірми «Польмін» відкрив поклади природного газу в с. Опори, у передгір'ях Карпат, а також у Розтоках, в Карпатах. У Бориславі він заснував Польське геологічне товариство. У 1938 році він став членом-кореспондентом Польської академії наук.
З вересня 1939 по червень 1941 роки працював заступником директора в Бориславському Карпатському геологічно-нафтовому інституті. Під час німецької окупації науковою роботою не займався, у 1943 році переїхав до Закопане.
У 1945 році він повернувся в нафтову геологію як постійний геологічний консультант Центральної ради нафтової промисловості та Ради геологічних підприємств та компаній з нафтових розробок в Кракові, де й працював до самої смерті. У 1957 році був призначений почесним членом Польського геологічного товариства. У 1958 році отримав звання повного професора Центральної кваліфікаційної комісії для співробітників науки. У 1958-1960 роках головував у Науковій раді  Інституту нафти. Він також був членом Польської геологічної ради.
Нагороджений Золотим хрестом за заслуги, Лицарським хрестом ордену Полонія Рестітута та Командорським хрестом ордена Полонія Рестітута (1960). У 1952 році йому було присвоєно Державну премію 2-го ступеня за видатні досягнення в галузі відкриття сирої нафти та природного газу.
Дійсний член Академії наук Польщі.
Досліджував геологічну будову Східних Карпат та нафтові й газові родовища Передкарпаття.